# (3310) Patsy
(3310) Patsy es un asteroide que forma parte del cinturón de asteroides y fue descubierto por Clyde William Tombaugh el 9 de octubre de 1931 desde el Observatorio Lowell, en Flagstaff, Estados Unidos.

## Designación y nombre
Patsy fue designado al principio como 1931 TS2.
Más tarde, en 1986, se nombró en honor de la esposa del descubridor.

## Características orbitales
Patsy está situado a una distancia media del Sol de 3,009 ua, pudiendo alejarse hasta 3,189 ua y acercarse hasta 2,829 ua. Tiene una inclinación orbital de 11,09 grados y una excentricidad de 0,05986. Emplea en completar una órbita alrededor del Sol 1907 días.

## Características físicas
La magnitud absoluta de Patsy es 10,7 y el periodo de rotación de 9,36 horas.